# Міністр внутрішніх справ Великої Британії
Міністр внутрішніх справ Великої Британії (англ. Secretary of State for the Home Department), більш відомий як Home Secretary — посада в уряді Великої Британії. До повноважень міністра входять внутрішні справи Англії та Уельсу, питання імміграції та виборчої системи у всій Великій Британії. Міністру також підпорядковані поліція та підрозділи національної безпеки (MI5).

## Список міністрів внутрішніх справ
| Міністри внутрішніх справ, 1782—1801   | Міністри внутрішніх справ, 1782—1801                    | Міністри внутрішніх справ, 1782—1801 | Міністри внутрішніх справ, 1782—1801 | Міністри внутрішніх справ, 1782—1801 | Міністри внутрішніх справ, 1782—1801 | Міністри внутрішніх справ, 1782—1801 | Міністри внутрішніх справ, 1782—1801                             | Міністри внутрішніх справ, 1782—1801 | Міністри внутрішніх справ, 1782—1801 |
| Ім'я                                   | Ім'я                                                    | Зображення                           | Час на посаді                        | Час на посаді                        | Політична партія                     | Політична партія                     | Прем'єр-міністр                                                  | Прем'єр-міністр                      | Прем'єр-міністр                      |
| -------------------------------------- | ------------------------------------------------------- | ------------------------------------ | ------------------------------------ | ------------------------------------ | ------------------------------------ | ------------------------------------ | ---------------------------------------------------------------- | ------------------------------------ | ------------------------------------ |
|                                        | Вільям Петті                                            |                                      | 27 березня 1782                      | 10 липня 1782                        | Віги                                 |                                      | Другий кабінет Рокінгема                                         |                                      | Чарльз Вотсон-Вентворт               |
|                                        | Томас Тауншенд                                          |                                      | 10 липня 1782                        | 2 квітня 1783                        | Віги                                 |                                      | Кабінет Шелберна                                                 |                                      | Вільям Петті                         |
|                                        | Фредерік Норт                                           |                                      | 2 квітня 1783                        | 19 грудня 1783                       | Торі                                 |                                      | Коаліція Фокса-Норта                                             |                                      | Вільям Кавендіш-Бентінк              |
|                                        | Джордж Неджент-Темпл-Гренвілль                          |                                      | 19 грудня 1783                       | 23 грудня 1783                       | Віги                                 |                                      | Перший кабінет Пітта молодшого                                   |                                      | Вільям Пітт молодший                 |
|                                        | Томас Тауншенд                                          |                                      | 23 грудня 1783                       | 5 червня 1789                        | Віги                                 |                                      | Перший кабінет Пітта молодшого                                   |                                      | Вільям Пітт молодший                 |
|                                        | Вільям Гренвіль                                         |                                      | 5 червня 1789                        | 8 червня 1791                        | Торі                                 |                                      | Перший кабінет Пітта молодшого                                   |                                      | Вільям Пітт молодший                 |
|                                        | Генрі Дандас                                            |                                      | 8 червня 1791                        | 11 липня 1794                        | Торі                                 |                                      | Перший кабінет Пітта молодшого                                   |                                      | Вільям Пітт молодший                 |
|                                        | Вільям Кавендіш-Бентінк                                 |                                      | 11 липня 1794                        | 30 липня 1801                        | Торі                                 |                                      | Перший кабінет Пітта молодшого                                   |                                      | Вільям Пітт молодший                 |
| Міністри внутрішніх справ, 1801—1900   |                                                         |                                      |                                      |                                      |                                      |                                      |                                                                  |                                      |                                      |
| Ім'я                                   | Ім'я                                                    | Зображення                           | Час на посаді                        | Час на посаді                        | Політична партія                     | Політична партія                     | прем'єр-міністр                                                  | прем'єр-міністр                      | прем'єр-міністр                      |
|                                        | Томас Пелем                                             |                                      | 30 липня 1801                        | 17 серпня 1803                       | Віги                                 |                                      | Кабінет Аддінгтона                                               |                                      | Генрі Аддінгтон                      |
|                                        | Чарльз Філіп Йорк                                       |                                      | 17 серпня 1803                       | 12 травня 1804                       | Торі                                 |                                      |                                                                  |                                      | Генрі Аддінгтон                      |
|                                        | Роберт Бенкс Ліверпул Дженкінсон                        |                                      | 12 травня 1804                       | 5 лютого 1806                        | Торі                                 |                                      | Другий кабінет Пітта молодшого                                   |                                      | Вільям Пітт молодший                 |
|                                        | Джордж Спенсер                                          |                                      | 5 лютого 1806                        | 25 березня 1807                      | Віги                                 |                                      | •                                                                |                                      | Вільям Гренвіль                      |
|                                        | Роберт Бенкс Ліверпул Дженкінсон (граф Ліверпул з 1808) |                                      | 25 березня 1807                      | 1 листопада 1809                     | Торі                                 |                                      | •                                                                |                                      | Вільям Кавендіш-Бентінк              |
|                                        | Річард Райдер                                           |                                      | 1 листопада 1809                     | 8 червня 1812                        | Торі                                 |                                      | торійський кабінет 1809—1812                                     |                                      | Спенсер Персіваль                    |
|                                        | Генрі Аддінгтон                                         |                                      | 11 червня 1812                       | 17 січня 1822                        | Торі                                 |                                      | торійський кабінет 1812—1827                                     |                                      | Роберт Бенкс Ліверпул Дженкінсон     |
|                                        | Роберт Піл                                              |                                      | 17 січня 1822                        | 10 квітня 1827                       | Торі                                 |                                      | торійський кабінет 1812—1827                                     |                                      | Роберт Бенкс Ліверпул Дженкінсон     |
|                                        | Вільям Стергс Борн                                      |                                      | 30 квітня 1827                       | 16 липня 1827                        | Торі                                 |                                      | Кабінет Каннінга 1827—1828                                       |                                      | Джордж Каннінг                       |
|                                        | Генрі Петті-Фіцморіс                                    |                                      | 16 липня 1827                        | 22 січня 1828                        | Віги                                 |                                      | Кабінет Годріка                                                  |                                      | Фредерік Робінсон                    |
|                                        | Роберт Піл                                              |                                      | 26 січня 1828                        | 22 листопада 1830                    | Торі                                 |                                      | Кабінет Веллінгтона                                              |                                      | Артур Веллслі                        |
|                                        | Вільям Лемб                                             |                                      | 22 листопада 1830                    | 16 липня 1834                        | Віги                                 |                                      | Кабінет Грея                                                     |                                      | Чарльз Грей                          |
|                                        | Джон Понсонбі                                           |                                      | 19 липня 1834                        | 15 листопада 1834                    | Віги                                 |                                      | Перший кабінет Мельбурна                                         |                                      | Вільям Лемб                          |
|                                        | Артур Веллслі                                           |                                      | 15 листопада 1834                    | 15 грудня 1834                       | Торі                                 |                                      | Торійський уряд 1834                                             |                                      | Герцог Веллінгтон                    |
|                                        | Генрі Голберн                                           |                                      | 15 грудня 1834                       | 18 квітня 1835                       | Консерватори                         |                                      | Перший кабінет Піла                                              |                                      | Роберт Піл                           |
|                                        | Джон Рассел                                             |                                      | 18 квітня 1835                       | 30 серпня 1839                       | Віги                                 |                                      | Другий кабінет Мельбурна                                         |                                      | Вільям Лемб                          |
|                                        | Константин Фіппс                                        |                                      | 30 серпня 1839                       | 30 серпня 1841                       | Віги                                 |                                      | Третій кабінет Мельбурна                                         |                                      | Вільям Лемб                          |
|                                        | Джеймс Грехем                                           |                                      | 6 вересня 1841                       | 30 червня 1846                       | Консерватори                         |                                      | Другий кабінет Піла                                              |                                      | Роберт Піл                           |
|                                        | Джордж Грей                                             |                                      | 8 липня 1846                         | 23 лютого 1852                       | Віги                                 |                                      | Перший кабінет Рассела                                           |                                      | Джон Рассел                          |
|                                        | Спенсер Гораціо Волпол                                  |                                      | 27 лютого 1852                       | 19 грудня 1852                       | Консерватори                         |                                      | Перший кабінет Дербі                                             |                                      | Едвард Сміт-Стенлі                   |
|                                        | Генрі Темпл                                             |                                      | 28 грудня 1852                       | 6 лютого 1855                        | Віги                                 |                                      | Абердинський кабінет                                             |                                      | Джордж Гамільтон-Гордон              |
|                                        | Джордж Грей                                             |                                      | 8 лютого 1855                        | 26 лютого 1858                       | Віги                                 |                                      | Вігський уряд 1855—1858                                          |                                      | Генрі Темпл                          |
|                                        | Спенсер Гораціо Волпол                                  |                                      | 26 лютого 1858                       | 3 березня 1859                       | Консерватори                         |                                      | Другий кабінет Дербі                                             |                                      | Едвард Сміт-Стенлі                   |
|                                        | Томас Сазертон-Істкорт                                  |                                      | 3 березня 1859                       | 18 червня 1859                       | Консерватори                         |                                      | Другий кабінет Дербі                                             |                                      | Едвард Сміт-Стенлі                   |
|                                        | Джорд Корнвал Льюїс                                     |                                      | 18 червня 1859                       | 25 липня 1861                        | Ліберали                             |                                      | Ліберальний уряд 1859—1866                                       |                                      | Генрі Джон Темпл                     |
|                                        | Джордж Грей                                             |                                      | 25 липня 1861                        | 28 червня 1866                       | Ліберали                             |                                      | Ліберальний уряд 1859—1866                                       |                                      | Генрі Джон Темпл                     |
| Другий кабінет Рассела                 | Джордж Грей                                             |                                      | 25 липня 1861                        | 28 червня 1866                       | Ліберали                             | Джон Рассел                          |                                                                  |                                      |                                      |
|                                        | Спенсер Гораціо Волпол                                  |                                      | 6 липня 1866                         | 17 травня 1867                       | Консерватори                         |                                      | Третій кабінет Дербі                                             |                                      | Едвард Сміт-Стенлі                   |
|                                        | Геторн Геторн-Гарді                                     |                                      | 17 травня 1867                       | 3 грудня 1868                        | Консерватори                         |                                      | Третій кабінет Дербі                                             |                                      | Едвард Сміт-Стенлі                   |
| Перший кабінет Дізраелі                | Геторн Геторн-Гарді                                     |                                      | 17 травня 1867                       | 3 грудня 1868                        | Консерватори                         | Бенджамін Дізраелі                   |                                                                  |                                      |                                      |
|                                        | Генрі Брюс                                              |                                      | 9 грудня 1868                        | 9 серпня 1873                        | Ліберали                             |                                      | Перший кабінет Гладстона                                         |                                      | Вільям Гладстон                      |
|                                        | Роберт Лоу                                              |                                      | серпень 1873                         | 20 лютого 1874                       | Ліберали                             |                                      | Перший кабінет Гладстона                                         |                                      | Вільям Гладстон                      |
|                                        | Кросс                                                   |                                      | 21 лютого 1874                       | 23 квітня 1880                       | Консерватори                         |                                      | Другий кабінет Дізраелі                                          |                                      | Бенджамін Дізраелі                   |
|                                        | Вільям Вернон Гаркорт                                   |                                      | 28 квітня 1880                       | 23 червня 1885                       | Ліберали                             |                                      | Другий кабінет Гладстона                                         |                                      | Вільям Гладстон                      |
|                                        | Кросс                                                   |                                      | 24 червня 1885                       | 1 лютого 1886                        | Консерватори                         |                                      | перший кабінет Солсбері                                          |                                      | Роберт Гаскойн-Сесіл                 |
|                                        | Г'ю Чайлдерс                                            |                                      | 6 лютого 1886                        | 25 липня 1886                        | Ліберали                             |                                      | Третій кабінет Гладстона                                         |                                      | Вільям Гладстон                      |
|                                        | Генрі Метьюз                                            |                                      | 3 серпня 1886                        | 15 серпня 1892                       | Консерватори                         |                                      | Консервативний уряд 1886—1892                                    |                                      | Роберт Гаскойн-Сесіл                 |
|                                        | Генрі Асквіт                                            |                                      | 18 серпня 1892                       | 25 червня 1895                       | Ліберали                             |                                      | Четвертий кабінет Гладстона                                      |                                      | Вільям Гладстон                      |
| Ліберальний уряд 1892—1895             | Генрі Асквіт                                            |                                      | 18 серпня 1892                       | 25 червня 1895                       | Ліберали                             | Арчібальд Прімроуз                   |                                                                  |                                      |                                      |
|                                        | Метью Вайт Рідлі                                        |                                      | 29 червня 1895                       | 12 листопада 1900                    | Консерватори                         |                                      | Об'єднаний уряд 1895—1905                                        |                                      | Роберт Гаскойн-Сесіл                 |
| Міністри внутрішніх справ, 1900—2001   |                                                         |                                      |                                      |                                      |                                      |                                      |                                                                  |                                      |                                      |
| Ім'я                                   | Ім'я                                                    | Зображення                           | Час на посаді                        | Час на посаді                        | Політична партія                     | Політична партія                     | Прем'єр-міністр                                                  | Прем'єр-міністр                      | Прем'єр-міністр                      |
|                                        | Чарльз Рітчі                                            |                                      | 12 листопада 1900                    | 12 липня 1902                        | Консерватори                         |                                      | Об'єднаний уряд 1895—1905                                        |                                      | Роберт Гаскойн-Сесіл                 |
|                                        | Артас Екерс-Дуглас                                      |                                      | 12 липня 1902                        | 5 грудня 1905                        | Консерватори                         |                                      | Об'єднаний уряд 1895—1905                                        |                                      | Артур Бальфур                        |
|                                        | Герберт Гладстон                                        |                                      | 11 грудня 1905                       | 19 лютого 1910                       | Ліберали                             |                                      | Ліберальний уряд 1905—1915                                       |                                      | Генрі Кемпбелл-Баннерман             |
| Перший кабінет Асквіта                 | Герберт Гладстон                                        |                                      | 11 грудня 1905                       | 19 лютого 1910                       | Ліберали                             | Генрі Асквіт                         |                                                                  |                                      |                                      |
| Перший кабінет Асквіта                 |                                                         | Вінстон Черчилль                     |                                      | 19 лютого 1910                       | 24 жовтня 1911                       | Генрі Асквіт                         | Ліберали                                                         |                                      |                                      |
| Перший кабінет Асквіта                 |                                                         | Реджинальд Маккенна                  |                                      | 24 жовтня 1911                       | 27 травня 1915                       | Генрі Асквіт                         | Ліберали                                                         |                                      |                                      |
|                                        | Джон Симон                                              |                                      | 27 травня 1915                       | 12 січня 1916                        | Ліберали                             | Генрі Асквіт                         |                                                                  | Коаліційний уряд 1915—1916           |                                      |
|                                        | Герберт Семюел                                          |                                      | 12 січня 1916                        | 7 грудня 1916                        | Ліберали                             | Генрі Асквіт                         |                                                                  | Коаліційний уряд 1915—1916           |                                      |
|                                        | Джордж Кейв (Віконт Кейв з 1918)                        |                                      | 11 грудня 1916                       | 14 січня 1919                        | Консерватори                         |                                      | Коаліційний уряд 1916—1922                                       |                                      | Девід Ллойд Джордж                   |
|                                        | Едвард Шортт                                            |                                      | 14 січня 1919                        | 23 жовтня 1922                       | Ліберали                             |                                      | Коаліційний уряд 1916—1922                                       |                                      | Девід Ллойд Джордж                   |
|                                        | Вільям Бріджмен                                         |                                      | 25 жовтня 1922                       | 22 січня 1924                        | Консерватори                         |                                      | Консервативний уряд 1922—1924                                    |                                      | Бонер Лоу                            |
| Стенлі Болдуїн                         | Вільям Бріджмен                                         |                                      | 25 жовтня 1922                       | 22 січня 1924                        | Консерватори                         |                                      | Консервативний уряд 1922—1924                                    |                                      |                                      |
|                                        | Артур Гендерсон                                         |                                      | 23 січня 1924                        | 4 листопада 1924                     | Лейбористи                           |                                      | Лейбористський уряд 1924                                         |                                      | Ремзі Макдональд                     |
|                                        | Вільям Джойсон-Гікс                                     |                                      | 7 листопада 1924                     | 5 червня 1929                        | Консерватори                         |                                      | Другий кабінет Болдуїна                                          |                                      | Стенлі Болдуїн                       |
|                                        | Клінз                                                   |                                      | 8 червня 1929                        | 26 серпня 1931                       | Лейбористи                           |                                      | Лейбористський уряд 1929—1931                                    |                                      | Ремзі Макдональд                     |
|                                        | Герберт Семюел                                          |                                      | 26 серпня 1931                       | 1 жовтня 1932                        | Ліберали                             |                                      | Перший національний уряд 1931 Другий національний уряд 1931—1935 |                                      | Ремзі Макдональд                     |
|                                        | Джон Гілмор                                             |                                      | 1 жовтня 1932                        | 7 червня 1935                        | Юніоністи                            |                                      | Перший національний уряд 1931 Другий національний уряд 1931—1935 |                                      | Ремзі Макдональд                     |
|                                        | Джон Симон                                              |                                      | 7 червня 1935                        | 28 травня 1937                       | Ліберальні націоналісти              |                                      | третій національний уряд 1935—1937                               |                                      | Стенлі Болдуїн                       |
|                                        | Семюель Гор                                             |                                      | 28 травня 1937                       | 3 вересня 1939                       | Консерватори                         |                                      | Четвертий національний уряд 1937—1939                            |                                      | Невілл Чемберлен                     |
|                                        | Джон Андерсон                                           |                                      | 4 вересня 1939                       | 4 жовтня 1940                        | Національне визволення               |                                      | Воєнне міністерство Чемберлена                                   |                                      | Невілл Чемберлен                     |
|                                        | Герберт Моррісон                                        |                                      | 4 жовтня 1940                        | 23 травня 1945                       | Лейбористи                           |                                      | Воєнне міністерство Черчилля                                     |                                      | Вінстон Черчилль                     |
|                                        | Дональд Самервел                                        |                                      | 25 травня 1945                       | 26 липня 1945                        | Консерватори                         |                                      | Кабінет Черчилля                                                 |                                      | Вінстон Черчилль                     |
|                                        | Джеймс Чатер Ед                                         |                                      | 3 серпня 1945                        | 26 жовтня 1951                       | Лейбористи                           |                                      | Лейбористський уряд 1945—1951                                    |                                      | Клемент Еттлі                        |
|                                        | Девід Максвелл Файф                                     |                                      | 27 жовтня 1951                       | 19 жовтня 1954                       | Консерватори                         |                                      | Третій кабінет Черчилля                                          |                                      | Вінстон Черчилль                     |
|                                        | Гвілім Ллойд Джордж                                     |                                      | 19 жовтня 1954                       | 14 січня 1957                        | Ліберали та консерватори             |                                      | Третій кабінет Черчилля                                          |                                      | Вінстон Черчилль                     |
| Консервативний уряд 1957—1964          | Гвілім Ллойд Джордж                                     |                                      | 19 жовтня 1954                       | 14 січня 1957                        | Ліберали та консерватори             | Ентоні Еден                          |                                                                  |                                      |                                      |
|                                        | Реб Батлер                                              |                                      | 14 січня 1957                        | 13 липня 1962                        | Консерватори                         |                                      | Консервативний уряд 1957—1964                                    |                                      | Гарольд Макміллан                    |
|                                        | Генрі Брук                                              |                                      | 14 липня 1962                        | 16 жовтня 1964                       | Консерватори                         |                                      | Консервативний уряд 1957—1964                                    |                                      | Гарольд Макміллан                    |
| Консервативний уряд 1957—1964          | Генрі Брук                                              |                                      | 14 липня 1962                        | 16 жовтня 1964                       | Консерватори                         | Алек Дуглас-Гоум                     |                                                                  |                                      |                                      |
|                                        | Франк Соскіс                                            |                                      | 18 жовтня 1964                       | 23 грудня 1965                       | Лейбористи                           |                                      | Лейбористський уряд 1964—1970                                    |                                      | Гарольд Макміллан                    |
|                                        | Рой Дженкінс                                            |                                      | 23 грудня 1965                       | 30 листопада 1967                    | Лейбористи                           |                                      | Лейбористський уряд 1964—1970                                    |                                      | Гарольд Макміллан                    |
|                                        | Джеймс Каллаган                                         |                                      | 30 листопада 1967                    | 19 червня 1970                       | Лейбористи                           |                                      | Лейбористський уряд 1964—1970                                    |                                      | Гарольд Макміллан                    |
|                                        | Реджинальд Медлінг                                      |                                      | 20 червня 1970                       | 18 липня 1972                        | Консерватори                         |                                      | Консервативний уряд 1970—1974                                    |                                      | Едвард Гіт                           |
|                                        | Роберт Карр                                             |                                      | 18 липня 1972                        | 4 березня 1974                       | Консерватори                         |                                      | Консервативний уряд 1970—1974                                    |                                      | Едвард Гіт                           |
|                                        | Рой Дженкінс                                            |                                      | 5 березня 1974                       | 10 вересня 1976                      | Лейбористи                           |                                      | Другий кабінет Вільсона                                          |                                      | Гарольд Макміллан                    |
|                                        | Мерлін Ріс                                              |                                      | 10 вересня 1976                      | 4 травня 1979                        | Лейбористи                           |                                      | Кабінет Каллагана                                                |                                      | Джеймс Каллаган                      |
|                                        | Вільям Вайтлоу                                          |                                      | 4 травня 1979                        | 11 червня 1983                       | Консерватори                         |                                      | Кабінет Тетчер                                                   |                                      | Маргарет Тетчер                      |
|                                        | Леон Бріттен                                            |                                      | 11 червня 1983                       | 2 вересня 1985                       | Консерватори                         |                                      | Кабінет Тетчер                                                   |                                      | Маргарет Тетчер                      |
|                                        | Дуглас Херд                                             |                                      | 2 вересня 1985                       | 26 жовтня 1989                       | Консерватори                         |                                      | Кабінет Тетчер                                                   |                                      | Маргарет Тетчер                      |
|                                        | Девід Веддінгтон                                        |                                      | 26 жовтня 1989                       | 28 листопада 1990                    | Консерватори                         |                                      | Кабінет Тетчер                                                   |                                      | Маргарет Тетчер                      |
|                                        | Кеннет Бейкер                                           |                                      | 28 листопада 1990                    | 10 квітня 1992                       | Консерватори                         |                                      | Кабінет Мейджора                                                 |                                      | Джон Мейджор                         |
|                                        | Кеннет Кларк                                            |                                      | 10 квітня 1992                       | 27 травня 1993                       | Консерватори                         |                                      | Кабінет Мейджора                                                 |                                      | Джон Мейджор                         |
|                                        | Майкл Говард                                            |                                      | 27 травня 1993                       | 2 травня 1997                        | Консерватори                         |                                      | Кабінет Мейджора                                                 |                                      | Джон Мейджор                         |
|                                        | Джек Стро                                               |                                      | 2 травня 1997                        | 8 червня 2001                        | Лейбористи                           |                                      | Кабінет Блера                                                    |                                      | Тоні Блер                            |
| Міністри внутрішніх справ, 2001-донині |                                                         |                                      |                                      |                                      |                                      |                                      |                                                                  |                                      |                                      |
| Ім'я                                   | Ім'я                                                    | Зображення                           | Час на посаді                        | Час на посаді                        | Політична партія                     | Політична партія                     | Прем'єр-міністр                                                  | Прем'єр-міністр                      | Прем'єр-міністр                      |
|                                        | Девід Бланкетт                                          |                                      | 8 червня 2001                        | 15 грудня 2004                       | Лейбористи                           |                                      | Кабінет Блера                                                    |                                      | Тоні Блер                            |
|                                        | Чарльз Кларк                                            |                                      | 15 грудня 2004                       | 5 травня 2006                        | Лейбористи                           |                                      | Кабінет Блера                                                    |                                      | Тоні Блер                            |
|                                        | Джон Рейд                                               |                                      | 5 травня 2006                        | 27 червня 2007                       | Лейбористи                           |                                      | Кабінет Блера                                                    |                                      | Тоні Блер                            |
|                                        | Джекі Сміт                                              |                                      | 28 червня 2007                       | 5 червня 2009                        | Лейбористи                           |                                      | Кабінет Брауна                                                   |                                      | Гордон Браун                         |
|                                        | Алан Джонсон                                            |                                      | 5 червня 2009                        | 11 травня 2010                       | Лейбористи                           |                                      | Кабінет Брауна                                                   |                                      | Гордон Браун                         |
|                                        | Тереза Мей                                              |                                      | 11 травня 2010                       | 13 липня 2016                        | Консерватори                         |                                      | Коаліція Кемерона-Клеґґа                                         |                                      | Девід Камерон                        |
| Другий кабінет Кемерона                | Тереза Мей                                              |                                      | 11 травня 2010                       | 13 липня 2016                        | Консерватори                         |                                      |                                                                  |                                      | Девід Камерон                        |
|                                        | Ембер Радд                                              |                                      | 13 липня 2016                        | 29 квітня 2018                       | Консерватори                         |                                      | Уряд Мей                                                         |                                      | Тереза Мей                           |
|                                        | Саджид Джавід                                           |                                      | 30 квітня 2018                       | 24 липня 2019                        | Консерватори                         |                                      | Уряд Мей                                                         |                                      | Тереза Мей                           |
|                                        | Пріті Пател                                             |                                      | 24 липня 2019                        | 6 вересня 2022                       | Консерватори                         |                                      | Перший уряд Джонсона                                             |                                      | Борис Джонсон                        |
| Другий уряд Джонсона                   | Пріті Пател                                             |                                      | 24 липня 2019                        | 6 вересня 2022                       | Консерватори                         |                                      |                                                                  |                                      | Борис Джонсон                        |
|                                        | Суелла Браверман                                        |                                      | 6 вересня 2022                       | 19 жовтня 2022                       | Консерватори                         |                                      | Уряд Трасс                                                       |                                      | Ліз Трасс                            |
|                                        | Грант Шеппс                                             |                                      | 19 жовтня 2022                       | 25 жовтня 2022                       | Консерватори                         |                                      | Уряд Трасс                                                       |                                      | Ліз Трасс                            |
|                                        | Суелла Браверман                                        |                                      | 25 жовтня 2022                       | 13 жовтня 2023                       | Консерватори                         |                                      | Уряд Сунака                                                      |                                      | Ріші Сунак                           |
|                                        | Джеймс Клеверлі                                         |                                      | 13 жовтня 2023                       | Нині на посаді                       | Консерватори                         |                                      | Уряд Сунака                                                      |                                      | Ріші Сунак                           |